# DJ (canção de David Bowie)
"DJ" é uma canção do músico britânico David Bowie, lançada no álbum Lodger, de 1979, e depois como single, em 29 de junho do mesmo ano.
A canção é considerada um comentário cínico sobre o culto ao DJ, sendo célebre pelo solo de guitarra de Adrian Belew, que foi gravado em várias tomadas e, depois, mixado de forma reunida. Numa biografia do Talking Heads, é dito que "DJ" é uma tentativa de Bowie de cantar como David Byrne, que, na época, estava auxiliando Brian Eno. O single contém uma versão editada da faixa, mas ainda assim a canção provavelmente não foi comercial o suficiente para obter sucesso de vendas efetivo - a canção chegou ao n°29 no Reino Unido e não foi lançada em outros mercados. O single foi lançado em vinil verde no Reino Unido, sendo hoje um item de coleção muito desejado.
A canção foi tocada ao vivo pela primeira vez na Outside Tour, em 1995 e 1996.

## Faixas
1. "DJ" (Bowie, Eno, Alomar)  – 3:59
2. "Repetition" (Bowie) – 2:59

## Créditos
- Produtores:
  - Tony Visconti
  - David Bowie
- Músicos:
  - David Bowie: vocal, Chamberlin, piano
  - Adrian Belew: guitarra
  - Carlos Alomar: guitarra
  - George Murray: baixo
  - Dennis Davis: bateria
  - Simon House: violino
  - Brian Eno: sintetizador em "Repetition"

## Videoclipe
David Mallet filmou um vídeo para a canção. Nele, mostra-se Bowie destruindo um estúdio de DJ e passeando em Londres, consequentemente atraindo uma multidão de transeuntes curiosos.

## Outras versões
- A canção foi lançada nas seguintes compilações:
  - Chameleon (Austrália/Nova Zelândia 1979)
  - ChangesTwoBowie (1981)
  - Fame and Fashion (1984)
  - The Singles Collection (1993)
  - The Best of David Bowie 1974/1979 (1998)
  - Best of Bowie (EUA/Canadá 2002)
  - The Platinum Collection (2005/2006)

A faixa foi lançada como picture disc na coleção de picture discs da RCA Life Time.

## Covers
- Danny Michel - Loving the Alien: Danny Michel Sings the Songs of David Bowie (2004)